# Statens Kunstfonds Udvalg for Kunst i det Offentlige Rum
Statens Kunstfonds Udvalg for Kunst i det Offentlige Rum var et af otte kunstkyndige udvalg i Statens Kunstfond i 1965 -2013. 

Udvalget administrerede de midler på finansloven, der var afsat til kunstprojekter i det offentlige rum – i og omkring bygninger og anlæg, hvor offentligheden har adgang.  Udvalget bestod som regel af to billedkunstnere og en arkitekt.
Offentlige myndigheder og andre institutioner søgte om støtte til kunstopgaver i det offentlige rum.
Udvalget ydede fortrinsvis støtte til stedsspecifikke kunstprojekter, hvor dette udvalg samarbejder fra start med den ansøgende institution om definitionen af opgaven, projektering og finansiering.
Udvalget gav i begrænset omfang støtte til gennemførelse af andre kunstneriske projekter i det offentlige rum, som er projekteret og planlagt alene af en ansøgende institution.
Udvalget tog også initiativ til egne projekter som Vores Kunst.
Dette udvalg var et af de fire oprindelige udvalg, da Statens Kunstfond blev etableret i 1964. I dag er opgaven om kunst i det offentlige rum videreført i Legatudvalget for Billedkunst.
Navnet på udvalget var i 1964-2001 Det Billedkunstneriske Udsmykningsudvalg.
Fra 2002 til 2013 hed udvalget Udvalget for Kunst i det Offentlige Rum
(Stavemåde 2002-2008: Udvalget for kunst i det offentlige rum).

## Medlemmer

### 1965 – 1967
- Erik Fischer, formand
- Georg Jacobsen
- Erik Thommesen

### 1968 – 1970
- Preben Wilmann, formand
- Søren Georg Jensen
- Richard Winther

### 1971 – 31. marts 1974
- Jan Zibrandtsen, formand
- Emil Gregersen
- Erik Heide

### 1. april 1974 – 31. marts 1977
- Jørgen Rømer, formand
- Anders Kirkegaard, indtil maj 1976
- Knud Nellemose
- Bent Stubbe Teglbjærg, fra maj 1976

### 1. april 1977 – 31. december 1980
- Mogens Andersen, formand
- Henning Damgaard-Sørensen
- Poul Erik Skriver

### 1981 – 1983
- Hans Edvard Nørregård-Nielsen, formand
- Sven Dalsgaard
- Kasper Heiberg

### 1984 – 1986
- Erik Korshagen, formand
- Bent Karl Jacobsen
- Bent Sørensen

### 1987 – 1989
- Torben Ebbesen, formand
- Poul Agger
- Erland Knudssøn Madsen

### 1990 – 1992
- Leila Krogh, formand
- Gert Nielsen
- Allan Stabell

### 1993 – 1995
- Margrete Sørensen, formand
- Kirsten Christensen
- Hanne Kjærholm

### 1996 – 1998
- Ane Hejlskov Larsen, formand
- Knud Friis
- Marianne Hesselbjerg

### 1999 – 2001
- Mogens Møller, formand indtil oktober 2000
- Torben Schønherr, formand fra oktober 2000
- Frithioff Johansen
- Niels Winkel, fra august 2001

### 2002 – 2004
- Sys Hindsbo, formand
- Ingvar Cronhammar
- Steen Høyer

### 2005 – 2007
- Jesper Christiansen, formand
- Jørgen Carlo Larsen
- Poul Ingemann

### 2008 – 2010
- Erik Steffensen, formand
- Kerstin Bergendal
- Henrik Terkelsen

### 2011 – 2013
- Søren Jensen, formand
- Marianne Levinsen
- Jens Haaning